# Paolo Tagliavento
Paolo Tagliavento (pronunciació italiana: [ˈpaːolo taʎʎaˈvɛnto]; nascut el 19 de setembre de 1972) és un antic àrbitre de futbol italià que va arbitrar competicions de la Sèrie A i de la UEFA, tant a la UEFA Champions League com a la UEFA Europa League.

## Carrera

### Club
Tagliavento va començar a arbitrar a la Sèrie A el 2004, dirigint més de 200 partits en els seus catorze anys de carrera. A la Sèrie B va arbitrar més de 80 partits, mentre que també va dirigir partits de la Coppa Itàlia, així com un partit de descens el 2009.
El 8 de desembre de 2010, Tagliavento va debutar com a àrbitre a la UEFA Champions League, en un partit entre l'Arsenal i el Partizan. Va dirigir més de 20 partits addicionals de la Lliga de Campions.
Tagliavento es va retirar de l'arbitratge el 30 de maig de 2018.
El 3 de juliol de 2018, Tagliavento va ser nomenat responsable del club de Ternana Calcio. Després d'haver estat ascendit a vicepresident, el 18 de juny de 2023 Tagliavento va ser nomenat nou president de Ternana, després de l'elecció del propietari del club i president Stefano Bandecchi com a alcalde de Terni. Va deixar el club un mes després, després que el club fos venut a l'empresari Nicola Guida.

### Internacional
Tagliavento va dirigir amistosos internacionals, eliminatòries per a Europa sub-21, així com partits de classificació per a la Copa del Món de la FIFA a Europa. També va ser àrbitre al Campionat d'Europa sub-21 de la UEFA de 2011.